# Darja Dmitrijeva
Darja Andrejevna Dmitrijeva (ryska: Дарья Андреевна Дмитриева), född 22 juni 1993 i Irkutsk, är en rysk före detta gymnast.
Hon tog OS-silver i rytmisk gymnastik i samband med de olympiska gymnastiktävlingarna 2012 i London.